# The Mamas & the Papas
The Mamas & the Papas là một nhóm nhạc folk rock Mỹ từng thu âm và biểu diễn từ năm 1965-1968, nhóm tái hợp một thời gian ngắn vào năm 1971. Nhóm đã phát hành năm album phòng thu và 17 đĩa đơn, sáu trong số đó từng lọt vào tốp 10 và bán được gần 40 triệu bản trên toàn cầu. Các thành viên bao gồm John Phillips (1935–2001), Denny Doherty (1940–2007), Cass Elliot (1941–1974) và Michelle Phillips với nhũ danh Gilliam (b. 1944). Âm nhạc của họ dựa trên hòa âm giọng hát do John Phillips sắp đặt. Ông là nhạc sĩ, người viết nhạc, trưởng nhóm và là người làm thích nghi nhạc dân gian vào phong cách nhạc mới của đầu thập niên 60.